# Гюсон (Монтана)
Гюсон (англ. Huson) — переписна місцевість (CDP) в США, в окрузі Міссула штату Монтана. Населення — 256 осіб (2020).

## Географія
Гюсон розташований за координатами 47°2′0″ пн. ш. 114°20′27″ зх. д. / 47.03333° пн. ш. 114.34083° зх. д. (47.033328, -114.340844).  За даними Бюро перепису населення США в 2010 році переписна місцевість мала площу 1,91 км², з яких 1,91 км² — суходіл та 0,00 км² — водойми.

## Демографія
Згідно з переписом 2010 року, у переписній місцевості мешкало 210 осіб у 76 домогосподарствах у складі 57 родин. Густота населення становила 110 осіб/км².  Було 87 помешкань (46/км²).
Расовий склад населення:
| - 96,7 % — білих - 1,4 % — корінних американців |

До двох чи більше рас належало 1,4 %. Частка іспаномовних становила 2,9 % від усіх жителів.
За віковим діапазоном населення розподілялося таким чином: 27,6 % — особи молодші 18 років, 64,3 % — особи у віці 18—64 років, 8,1 % — особи у віці 65 років та старші. Медіана віку мешканця становила 38,0 року. На 100 осіб жіночої статі у переписній місцевості припадало 101,9 чоловіків;  на 100 жінок у віці від 18 років та старших — 94,9 чоловіків також старших 18 років.
Цивільне працевлаштоване населення становило 11 осіб. Основні галузі зайнятості: транспорт — 100,0 %.